# Jari Mantila
Cet article possède un paronyme, voir Mantilla.
Jari Sakari Mantila né le 14 juillet 1971 à Kotka, est un spécialiste finlandais du combiné nordique. Actif de 1992 à 2002, il remporte deux médailles olympiques par équipes, l'argent en 1998 et l'or en 2002. Entre-temps, il devient champion du monde dans cette épreuve en 1999. Il a connu aussi des succès individuels comme le titre de vice-champion du monde en 1995 et deux victoires en Coupe du monde.

## Palmarès

### Jeux olympiques
| Épreuve / Édition | Albertville 1992 | Lillehammer 1994 | Nagano 1998 | Salt Lake City 2002 |
| Individuel        | Abandon          | 14e              | 27e         |                     |
| Par équipes       | 7e               | 8e               | Argent      | Or                  |

### Championnats du monde
| Épreuve / Édition | Épreuve / Édition | Thunder Bay 1995 | Trondheim 1997 | Ramsau 1999 | Lahti 2001 |
| Individuel        | Gundersen         | Argent           |                | 11e         | 15e        |
| Individuel        | Sprint            |                  |                | 14e         |            |
| Par équipes       | Par équipes       |                  | Argent         | Or          | Bronze     |

### Coupe du monde
- Meilleur classement au général : 2e en 1997.
- 9 podiums individuels dont 2 victoires.

#### Détail des victoires
| Édition / Épreuve | Individuel                     |
| 1996              | Val di Fiemme (grand tremplin) |
| 1997              | Rovaniemi (petit tremplin)     |